# YELLOW FRIED CHICKENz
YELLOW FRIED CHICKENz(イエローフライドチキンズ)は、日本のヴィジュアル系ロックバンド。2010年3月にGACKTを中心に結成された。略称はYFCz。

## メンバー

### 現在のメンバー
- GACKT - Vocal
- YOHIO - Guitar
2018年に開催されたGACKTのバースデーライブ『GACKT's -45th Birthday Concert- LAST SONGS』にゲスト出演し、「サクラ、散ル…」を一緒に歌唱していた。ライブでの立ち位置はCHACHAMARUと同じ。また演奏された楽曲の数曲のみ、ボーカルを取っていた。
- HIROTO - Guitar
ライブでの立ち位置はTAKUMIと同じ。
- MiA - Guitar
ライブでの立ち位置はYOUと同じ。
- DAICHI - Bass
GACKTが2020年に開催したアニバーサリーツアー『GACKT 20th ANNIVERSARY LIVE TOUR 2020 KHAOS』でサポートメンバーとして参加していた。
- HIDEHIRO - Drums

### 過去のメンバー
- YOU - Guitar / 左勇弦
YELLOW FRIED CHICKENz結成から解散まで在籍していた。YELLOW FRIED CHICKENz解散後は2019年に開催されたGACKTのバースデーライブ『GACKT 20th ANNIVERSARY -46th Birthday Concert-』までサポートメンバーとして参加し、再結成後は同バンドのバンドマスターとして携わっている。
- CHACHAMARU - Guitar / 右義弦
YELLOW FRIED CHICKENz結成から解散まで在籍していた。解散後は2019年に開催されたGACKTのバースデーライブ『GACKT 20th ANNIVERSARY -46th Birthday Concert-』までサポートメンバーとして参加していた。
- CHIROLYN - Bass / 護弦
YELLOW FRIED CHICKENz結成時のメンバー。『GACKT YELLOW FRIED CHICKENz 煌☆雄兎狐塾 〜男女混欲美濡戯祭〜』の参加を最後に脱退。
- JUN-JI - Drums / 打堕
YELLOW FRIED CHICKENz結成時のメンバー。『GACKT YELLOW FRIED CHICKENz 煌☆雄兎狐塾 〜男女混欲美濡戯祭〜』の参加を最後に脱退。
- JON - Vocal / 塾生補佐
2011年6月9日に加入。以降、解散まで在籍していた。解散から6年後の『GACKT's -45th Birthday Concert- LAST SONGS』で久し振りにGACKTと共演し、「YOU ARE THE REASON」と「NOT ALONE 「キミは一人じゃない」」の2曲を歌唱した。
- TAKUMI - Guitar / 真巧弦
2011年6月9日に加入。以降、解散まで在籍していた。解散から8年後の『GACKT 20th ANNIVERSARY LIVE TOUR 2020 KHAOS』ではサポートメンバーとして参加している。
- U:ZO - Bass / 護弦
2011年6月9日に加入。以降、解散まで在籍していた。
- SHINYA - Drums / 打堕
2011年6月9日に加入。以降、解散まで在籍していた。

## 経歴

### 2010年
- 「日本に漢(男らしい男)を増やしたい! 草食系男子を肉食系(というか恐竜系)に変える!!」というテーマの下、2010年3月に結成[1]。
- 3月21日 - 結成後、初のライブである『GACKT YELLOW FRIED CHICKENs 煌☆雄兎狐塾 〜男尊女秘肌嘩祭〜』を川崎クラブチッタにて開催。その後、CHICKEN"s"をCHICKEN"z"に改名。
- 6月10日-8月29日 - 国内ツアー『GACKT YELLOW FRIED CHICKENz 煌☆雄兎狐塾 〜男女混欲肌嘩祭〜』をZepp Tokyoを皮切りに始動。6都市24公演を行う[2][3]。
- 7月16日-7月24日 - 初のヨーロッパツアー『GACKT COMING TO EUROPE 2010 ATTACK OF THE "YELLOW FRIED CHICKENz"』をスタート。イギリス、フランス、スペイン、ドイツの4カ所5公演を行う[4]。
- 8月28日 - YFC ツアー追加公演第一弾。重ね着限定ライブ、『GACKT YELLOW FRIED CHICKENz 煌☆雄兎狐塾 〜男女混欲暑戯祭〜』をZepp Tokyoにて開催。
- 8月29日 - YFC ツアー追加公演第二弾。水着限定ライブ、『GACKT YELLOW FRIED CHICKENz 煌☆雄兎狐塾 〜男女混欲美濡戯祭〜』をZepp Tokyoにて開催。ヨーロッパ、国内合わせた全ツアーの観客総動員数は約65,000人[5]。

### 2011年
- 6月9日 - 『禁級来日記者発表』にて新メンバーの加入、世界ツアーの発表を行う[6][7]。7月20日の仏・パリから『WORLD TOUR "SHOW UR SOUL.I" 世壊傷結愛魂祭』と題した9カ国13都市をまわる欧州ツアーをスタートし、日本国内は9月14日のZepp Tokyoを皮切りに9都市19公演のツアーを行うことも発表[8][9][10][11][12]。

### 2012年
- 7月4日 - 日本武道館で解散ライブ『YELLOW FRIED CHICKENz 煌☆雄兎狐塾 －破秘婆酒日解散祭－“泣くのは辞めな、笑ってサヨナラしましょうねぇ”』を行った[13][14]。当日はボーカルのGACKTの誕生日でもある。

### 2024年
- 7月9日 - GACKTのオフィシャルウェブサイトにて、「GACKT YELLOW FRIED CHICKENz 7/12 12:00」というタイトルが発表された。そして、3日後の7月12日にオフィシャルウェブサイトにて、5年の期間限定の再結成を発表。同年に開催される氣志團主催のイベント『氣志團万博2024〜シン・キシダンバンパク〜』への出演(11月10日のみ)、そして12月24日と12月25日に再結成後初のライブである『GACKT YELLOW FRIED CHICKENz 〜紅燐朱舞愁狂乱宴〜』をZepp Haneda (TOKYO)にて開催した。

## ディスコグラフィー

### アルバム

#### コンピレーション・アルバム
|     | リリース      | タイトル                   | 規格 |
| 1st | 2010年6月23日 | ARE YOU "FRIED CHICKENz"?? | CD   |

#### ライブ・アルバム
|     | リリース      | タイトル                                           | 規格 |
| 1st | 2011年4月20日 | ATTACK OF THE YELLOW FRIED CHICKENz IN EUROPE 2010 | CD   |

#### オリジナル・アルバム
|     | リリース      | タイトル                | 規格                             |
| 1st | 2012年3月14日 | YELLOW FRIED CHICKENz I | CD+DVD(Type A) CD+DVD(Type B) CD |

### シングル
|     | リリース       | タイトル                       | 規格      | 初収録オリジナル・アルバム |
| 1st | 2011年9月14日  | THE END OF THE DAY             | CD+DVD CD | YELLOW FRIED CHICKENz I    |
| 2nd | 2011年12月28日 | ALL MY LOVE/YOU ARE THE REASON | CD+DVD CD | YELLOW FRIED CHICKENz I    |

### 映像作品

#### DVD
|     | リリース      | タイトル                                                                           | 規格 |
| 1st | 2010年5月8日  | GACKT YELLOW FRIED CHICKENs 煌☆雄兎狐塾 〜男尊女秘肌嘩祭 四十九日〜                | DVD |
| 2nd | 2011年2月2日  | GACKT YELLOW FRIED CHICKENz 煌☆雄兎狐塾 〜男女混欲美濡戯祭〜                       | DVD+micro SD+ヨーロッパツアースタッフTシャツ DVD+micro SD+YFC仕様マグナムコンドーム DVD+ステッカー(初回生産盤のみ) |
| 3rd | 2011年4月20日 | THE GRAFFITI 〜ATTACK OF THE YELLOW FRIED CHICKENz IN EUROPE〜 I LOVE YOU ALL      | DVD |
| 4th | 2012年4月18日 | YELLOW FRIED CHICKENz WORLD TOUR *SHOW UR SOUL. I* 世壊傷結愛魂祭 at BERLIN 2011   | DVD |
| 5th | 2012年4月18日 | YELLOW FRIED CHICKENz WORLD TOUR *SHOW UR SOUL. I* 世壊傷結愛魂祭 at MAKUHARI 2011 | DVD |
| 6th | 2012年12月5日 | とりあえず解散ッス。すんませんッス。                                               | DVD |
| 7th | 2025年7月     | GACKT YELLOW FRIED CHICKENz 〜紅燐朱舞愁狂乱宴〜                                   | Blu-ray DVD |

#### microSD
|     | リリース      | タイトル                                                            | 規格     |
| 1st | 2010年6月28日 | GACKT YELLOW FRIED CHICKENz 煌☆雄兎狐塾 〜男尊女秘肌嘩祭 百日抱擁〜 | micro SD |

## ミュージックビデオ
| 監督   | 曲名                                        |
| 下山天 | 「ALL MY LOVE」「また、ここで逢いましょッ」 |
| 不明   | 「THE END OF THE DAY」                      |